# Echte kameleons

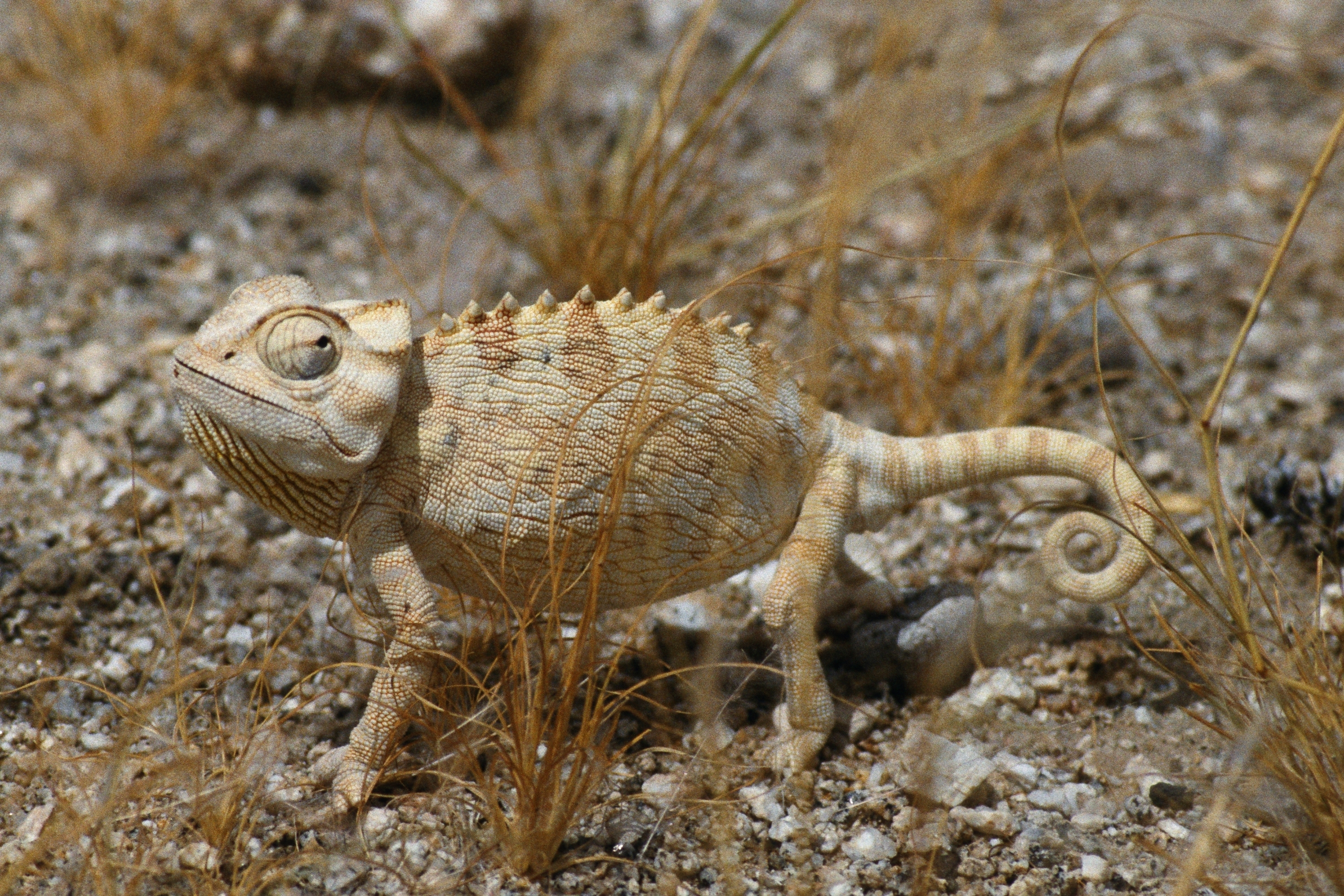
Woestijnkameleon (Chamaeleo namaquensis), Namibië.

Echte kameleons (Chamaeleo) zijn een geslacht van hagedissen (Lacertilia) uit de familie kameleons (Chamaeleonidae). De enige kameleon die in Europa voorkomt, de gewone kameleon (Chamaeleo chamaeleon), behoort tot deze groep. Deze kameleon komt in Europa alleen in Spanje en op het Griekse eiland Kreta voor. Veel soorten zijn eierlevendbarend: de eieren komen in het lichaam uit en de jongen worden volledig ontwikkeld geboren.

## Naam en indeling
De wetenschappelijke naam van de groep werd voor het eerst voorgesteld door Josephus Nicolaus Laurenti in 1768. Het geslacht telt veertien soorten, waaronder de pas in 2007 beschreven soort Chamaeleo necasi.
De wetenschappelijke geslachtsnaam Chamaeleo is afgeleid van het Oud-Griekse χαμαιλέων (khamailéōn) en betekent vrij vertaald 'aardleeuw'.

### Soorten
Het geslacht omvat de volgende soorten die onderstaand zijn weergegeven, met de auteur en het verspreidingsgebied.
| Naam                                     | Auteur                           | Verspreidingsgebied |
| ---------------------------------------- | -------------------------------- | --- |
| Chamaeleo africanus                      | Laurenti, 1768                   | Mauritanië, Kameroen, Centraal-Afrikaanse Republiek, Egypte, Mali, Niger, Nigeria, Benin, Soedan, Griekenland |
| Chamaeleo anchietae                      | Bocage, 1872                     | Angola, Congo-Kinshasa |
| Chamaeleo arabicus                       | Matschie, 1893                   | Oman, Jemen |
| Chamaeleo calcaricarens                  | Böhme, 1985                      | Ethiopië, Eritrea, Djibouti, Somalië |
| Jemenkameleon (Chamaeleo calyptratus)    | Duméril & Bibron, 1851           | Jemen, Saoedi-Arabië, geïntroduceerd in de Verenigde Staten |
| Gewone kameleon (Chamaeleo chamaeleon)   | Linnaeus, 1758                   | Griekenland, Malta, Portugal, Spanje, Turkije, Cyprus, Italië, Marokko, Algerije, Tunesië, Libië, Egypte, Jordanië, Israël, Saoedi-Arabië, Jemen, Libanon, Syrië, Irak, geïntroduceerd op Madeira                                                                            |
| Lappenkameleon (Chamaeleo dilepis)       | Leach, 1819                      | Congo-Kinshasa, Congo-Brazzaville, Angola, Kameroen, Equatoriaal-Guinea, Gabon, Kenia, Malawi, Namibië, Nigeria, Zuid-Afrika, Swaziland, Botswana, Somalië, Tanzania, Oeganda, Zambia, Burundi, Mozambique, Ethiopië, Zimbabwe, mogelijk in de Centraal-Afrikaanse Republiek |
| Chamaeleo gracilis                       | Hallowell, 1844                  | Centraal-Afrikaanse Republiek, Ivoorkust, Ethiopië, Congo-Kinshasa, Senegal, Gambia, Sierra Leone, Liberia, Ghana, Togo, Nigeria, Kameroen, Tanzania, Kenia, Oeganda, Somalië, Ethiopië, Soedan, Guinee, Gambia, Benin, Burkina Faso                                         |
| Chamaeleo laevigatus                     | Gray, 1863                       | Burundi, Rwanda, Kenia, Soedan, Oeganda, Tanzania, Congo-Kinshasa, Centraal-Afrikaanse Republiek, Zambia, Eritrea, Ethiopië, Kameroen |
| Chamaeleo monachus                       | Gray, 1865                       | Jemen |
| Woestijnkameleon (Chamaeleo namaquensis) | Smith, 1831                      | Angola, Namibië, Zuid-Afrika |
| Chamaeleo necasi                         | Ullenbruch, Krause & Böhme, 2007 | Togo, Benin |
| Chamaeleo senegalensis                   | Daudin, 1802                     | Senegal, Kameroen, Guinee-Bissau, Guinee, Sierra Leone, Liberia, Ivoorkust, Ghana, Togo, Benin, Nigeria, Mali, Gambia, Centraal-Afrikaanse Republiek, Mauritanië |
| Chamaeleo zeylanicus                     | Laurenti, 1768                   | Sri Lanka, India, Pakistan |

## Verspreidingsgebied

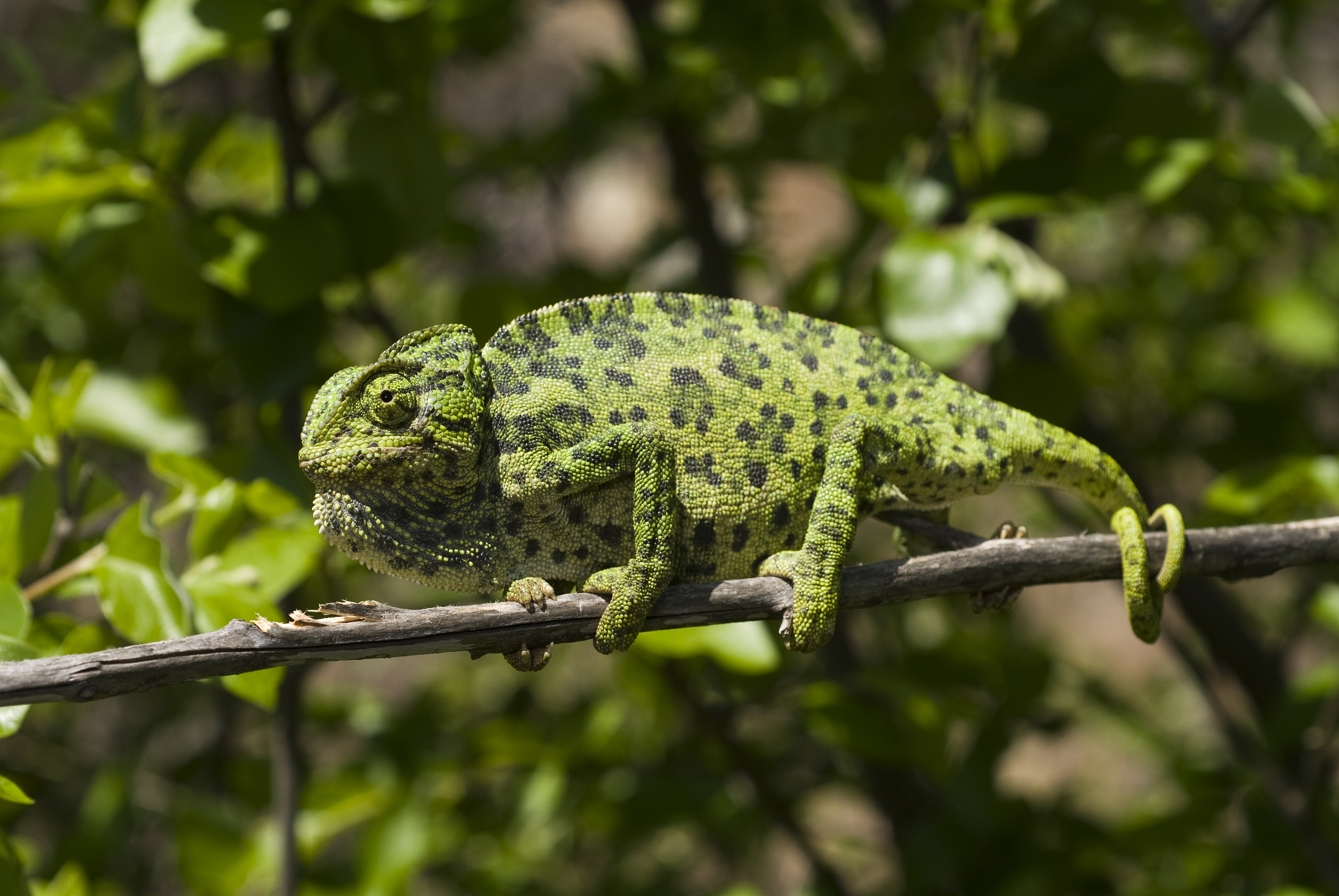
Gewone kameleon, Samos, Griekenland.

De verschillende soorten hebben een zeer groot verspreidingsgebied dat loopt van zuidelijk Europa tot delen van Afrika, het Midden-Oosten en Azië. De soorten komen voor in de landen Algerije, Angola, Benin, Botswana, Burkina Faso, Burundi, Centraal-Afrikaanse Republiek, Congo-Brazzaville, Congo-Kinshasa, Cyprus, Djibouti, Equatoriaal-Guinea, Egypte, Eritrea, Ethiopië, Gabon, Gambia, Ghana, Griekenland, Guinee, Guinee-Bissau, India, Irak, Israël, Italië, Ivoorkust, Jemen, Jordanië, Kameroen, Kenia, Libanon, Liberia, Libië, Malawi, Mali, Malta, Marokko, Mauritanië, Mozambique, Namibië, Nigeria, Oeganda, Pakistan, Portugal, Rwanda, Saoedi-Arabië, Senegal, Sierra Leone, Somalië, Spanje, Sri Lanka, Swaziland, Syrië, Tanzania, Togo, Tunesië, Turkije, Zambia, Zimbabwe en Zuid-Afrika.

## Habitat
Waar de meeste kameleons vrijwel uitsluitend voorkomen in vochtige regenwouden worden de echte kameleons aangetroffen in relatief drogere gebieden. De habitat bestaat uit scrubland, droge en meer vochtige savannen en veel soorten komen daarnaast voor in door de mens aangepaste gebieden zoals parken en tuinen. Daarnaast komen de soorten voor in drogere en vochtige tropische en subtropische bossen.

## Beschermingsstatus
Door de internationale natuurbeschermingsorganisatie IUCN is aan alle soorten een beschermingsstatus toegewezen. Twaalf soorten worden beschouwd als 'veilig' (Least Concern of LC), een soort als 'onzeker' (Data Deficient of DD) en de soort Chamaeleo monachus wordt gezien als 'gevoelig' (Near Threatened of NT).